# Йохан фон Бранденбург
Йохан фон Бранденбург (на немски: Johann von Brandenburg; * ок. 1263; † 20 или 21 септември 1292, Айзенах) от род Аскани, е епископ на Хавелберг в Саксония-Анхалт (1290 – 1292).

## Живот
Той е син на Йохан II фон Бранденбург (1237 – 1281), маркграф на Бранденбург, и съпругата му Хедвиг фон Верле (1243 – 1287), дъщеря на Николаус I от господство Верле (Мекленбург) и на Юта фон Анхалт.
През 1290 г. Йохан фон Бранденбург е номиниран за епископ на Хавелберг. Папа Николай IV отхвърля това, понеже е още млад.
Неговият гроб се намира в катедралата „Св. Мария“ в Хавелберг.